# General Aircraft Hamilcar

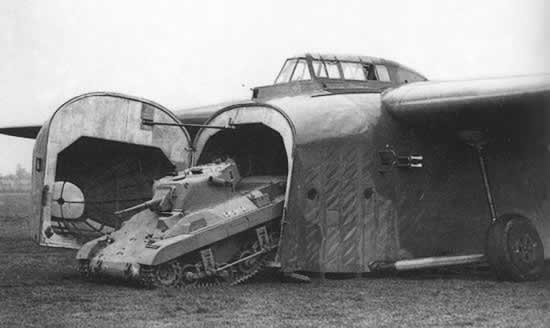
M22 Locust rollt aus dem Bugtor eines Hamilcar

Die britische General Aircraft GAL 49 Hamilcar war der größte alliierte Lastensegler im Zweiten Weltkrieg und absolvierte ihren Erstflug im Jahre 1942.
Mit ihrer Ladekapazität von acht Tonnen konnte die Hamilcar sogar einen leichten Panzer wie den Tetrarch, einen M22 Locust oder aber zwei Bren Carrier transportieren. Der fast komplett aus Holz gebaute Segler wurde von Stirling-, Lancaster- oder Halifax-Bombern mit einer maximalen Geschwindigkeit von 240 km/h geschleppt.
Es wurden insgesamt über 400 Exemplare gebaut, eingesetzt wurden sie unter anderem während des D-Day, der Operation Market Garden und der Überquerung des Rheins.
Eine motorisierte Weiterentwicklung stellte die GAL 58 Hamilcar X dar, die zwei Sternmotoren Bristol Mercury 31 als Antrieb erhielt. Die Flugzeugzelle wurde fast unverändert übernommen.

## Technische Daten

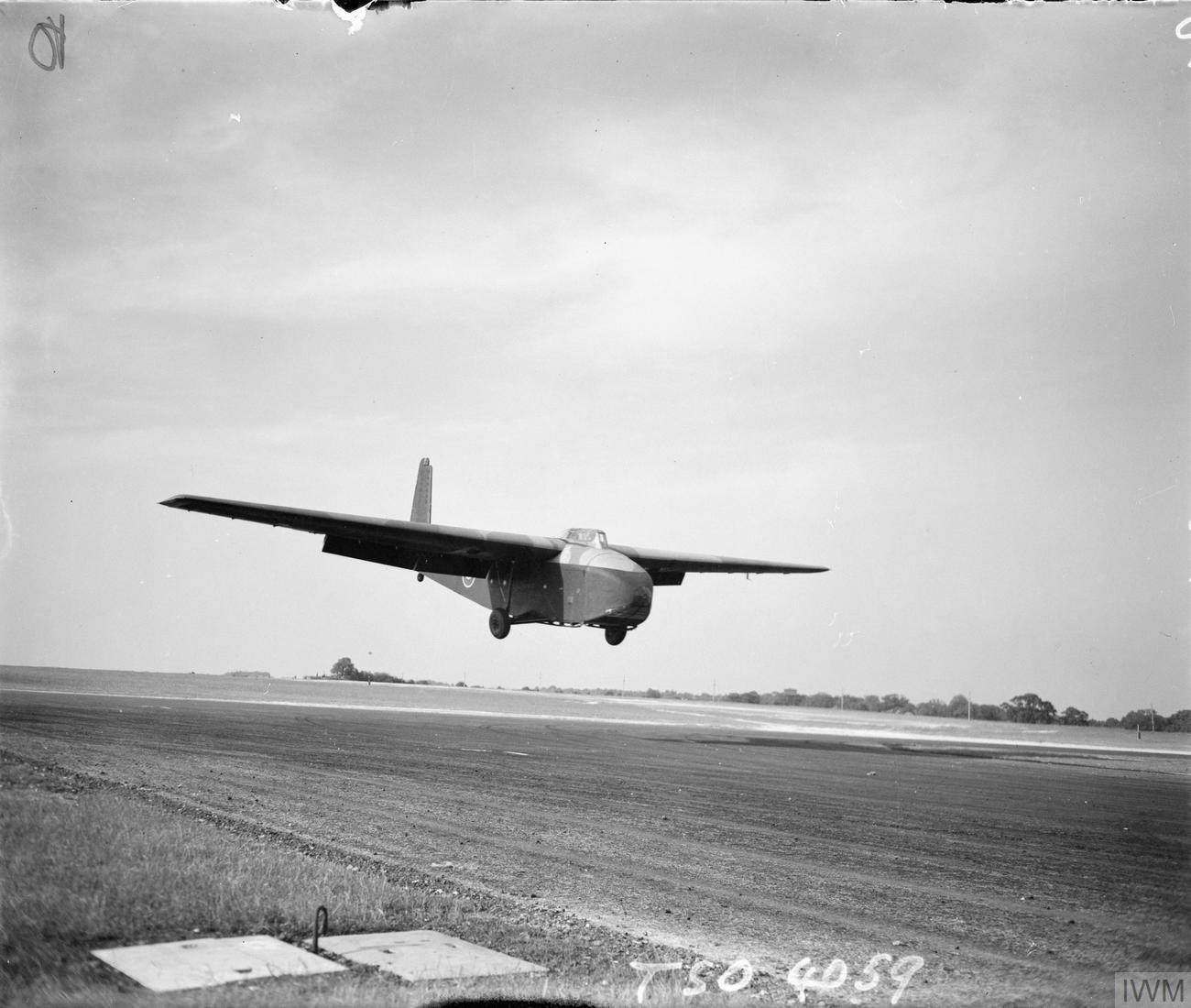
Hamilcar Mk. I beim Landeanflug

| Kenngröße                    | Daten Hamilcar Mk.I   |
| ---------------------------- | --------------------- |
| Besatzung                    | 2 Piloten             |
| Länge                        | 20,73 m               |
| Spannweite                   | 33,50 m               |
| Höhe                         | 6,17 m                |
| Laderaum (Länge×Breite×Höhe) | 7,8 m × 2,4 m × 2,3 m |
| Flügelfläche                 | 153,98 m²             |
| Flügelstreckung              | 7,3                   |
| Gleitzahl                    | 11,5                  |
| Höchstgeschwindigkeit        | 300 km/h              |
| Leermasse                    | 8.346 kg              |
| max. Startmasse              | 16.329 kg             |
| Triebwerk                    | kein Eigenantrieb     |